# جیمز آلفرد برادوس
جیمز آلفرد برادوس (انگلیسی: J. Alfred Broaddus؛ زادهٔ ۸ ژوئیهٔ ۱۹۳۹) سیاست‌مدار است.
وی همچنین برندهٔ جوایزی همچون برنامه فولبرایت شده‌است.